# メッテ (小惑星)
メッテ (1727 Mette) は、火星横断小惑星である。軌道はハンガリア群のものに近い。
1965年、A・デイヴィッド・アンドリュースが南アフリカ・ブルームフォンテーンのボイデン天文台で発見した。

## 名称
アンドリュースの妻の名に因む。
この天体はアンドリュースが発見した唯一の小惑星で、命名は1980年2月の小惑星回報（MPC 5183）で公表された。命名文には、天文学者としての夜間勤務や長期の不在を許容してくれた妻に対するアンドリュースの謝辞が引用されている。

## 註
1. 1 2  MPC 5183（1980年2月1日）